# Атлант расправил плечи: Часть 2
Атла́нт расправил плечи: Часть 2 (англ. Atlas Shrugged: Part II) — фильм, режиссёра Джона Путча, киноадаптация одноимённого романа Айн Рэнд. Вторая часть из серии фильмов «Атлант расправил плечи». Вышел на экраны 12 октября 2012 года.

## Сюжет
На глазах Дагни Таггарт преследуемый ею самолёт исчезает, не в силах изменить курс Дагни врезается в скалу, перед столкновением она спрашивает себя «Кто такой Джон Голт?».
Девятью месяцами ранее Дагни пытается разобраться в заброшенном прототипе продвинутого мотора, который они нашли вместе с возлюбленным Хэнком Риарденом. Задача в поиске человека способного помочь усложнена из-за загадочных пропаж учёных по всей стране, но Дагни нашла Квентина Дэниелса, который согласился помочь из заброшенной лаборатории в штате Юта.
Джеймс Таггарт, президент семейной железной дороги, брат Дагни, в магазине знакомится с Черрил Брукс и приглашает её на концерт известного композитора-пианиста Ричарда Хейли, после вопроса «Вы готовы мистер Хейли?» он исчезает с выступления, оставляя записку с вопросом: «Кто такой Джон Голт?». Позже, на свадьбе Джеймса и Черрил, Франсиско д’Анкония друг Дагни, спорит с другими гостями о том, являются ли деньги злом и тайно информирует о разрушении медных рудников на следующий день. Риарден проводит ночь с Дагни. Позже он сталкивается с делом своей жены Лилиан, но когда он предлагает развод, она отказывается, чтобы сохранить своё положение в обществе.

## Производство
Продюсеры хотели использовать для съёмок прибыль с первой части фильма, но она не принесла ожидаемого дохода.
Дункан Скотт, который в 1986 году отвечал за создание новой, переизданной версии итальянской адаптации фильма 1942 года по роману Айн Рэнд «Мы живые» с английскими субтитрами, присоединился к производственной команде.

## В ролях
| Актёр               | Роль                |
| ------------------- | ------------------- |
| Саманта Мэтис       | Дэгни Таггарт       |
| Джейсон Бех         | Хэнк Риарден        |
| Эсай Моралес        | Франсиско Д’Анкониа |
| Патрик Фабиан       | Джеймс Таггерт      |
| Ким Родс            | Лилиан Риарден      |
| Ричард Тимоти Джонс | Эдди Уиллерс        |

## Критика
Кинокритики не были впечатлены фильмом. Рецензент Дэнни Болдуин поставил фильму оценку «D». Кайл Смит из New York Post поставил фильму 1 балл» из 4, заявив: «Это просто большой мешок грусти». Скотт Тобиас из The A.V. Club поставил фильму оценку «F», сославшись на «отсутствие развития сюжета и плохой дизайн персонажей».